# کارل ای. ویک
کارل ادوارد ویک (متولد ۳۱ اکتبر ۱۹۳۶) یک نظریه‌پرداز سازمانی آمریکایی است که مفهوم‌های همراهی آزادانه، ذهن‌آگاهی و معنابخشی را به مطالعات سازمانی معرفی کرد. او استاد ممتاز دانشگاه رنسیس لیکرت در دانشکده بازرگانی راس در دانشگاه میشیگان است.

## سنین جوانی و تحصیل
ویک در ۳۱ اکتبر ۱۹۳۶ در وارساو، ایندیانا به دنیا آمد. او مدرک کارشناسی خود را در کالج ویتنبرگ در اسپرینگفیلد، اوهایو کسب کرد. در سال ۱۹۶۰به دانشگاه ایالتی اوهایو رفت و مدرک کارشناسی ارشد خود را زیر نظر هارولد بی. پپینسکی و دکترای خود را به سرپرستی داگلاس پی کرون و میلتون جی روزنبرگ در سال ۱۹۶۲کسب کرد. گرچه وی چندین برنامه مدرک را در دانشکده روانشناسی امتحان کرد، اما سرانجام این دانشکده یک برنامه مدرک به‌طور خاص برای ویک و همدانشجوی او جنی پلگ به نام «روانشناسی سازمانی» ساخت.

## زندگی کاری
از سال ۱۹۶۲ تا ۱۹۶۵، ویک استادیار روانشناسی در دانشگاه پردو در لافایت، بود. شش ماه پس از ورود به پوردو، او نامه‌ای از جان سی فلانگان دریافت کرد که در آن به خاطر برنده شدن جایزه بهترین پایان‌نامه سال در سال‌های ۱۹۶۱–۱۹۶۲در برنامه جوایز استعدادهای خلاق که توسط مؤسسه‌های تحقیقاتی آمریکا حمایت می‌شد، تبریک می‌گوید. ویک مقاله ای را بر اساس این تحقیق به مجله روانشناسی غیرطبیعی و اجتماعی ارسال کرد، اما توسط ویراستار، دن کاتز، رد شد. در یک چرخش غیر محتمل، یکی از داوران، آرتور آر (باب) کوهن، به سردبیر نوشت که می‌خواهد ارزیابی خود از مقاله را تغییر دهد. این امر کاتز را بر آن داشت تا در مورد اهمیت مقاله تجدید نظر کند. سرانجام در سال ۱۹۶۴، اولین مقاله ویک که از پایان‌نامه او بیرون آمد منتشر شد.
ویک خاطرنشان می‌کند که زمانی که در پوردو بود، خوش شانس بود که روابط نزدیکی با اساتید دانشکده مدیریت کرانرت ایجاد کرد. این ویلیام استارباک بود که به ویک پیشنهاد کرد فصلی در مورد آزمون‌های آزمایشگاهی و سازمان‌ها برای اولین ویرایش کتاب راهنمای سازمان‌ها جیمز جی مارس ، منتشر شده در سال ۱۹۶۵ بنویسد. این اثر در نهایت «هویت» ویک را به عنوان یک روانشناس سازمانی تثبیت کرد.
همچنین در سال ۱۹۶۵، ویک به عنوان دانشیار روانشناسی به دانشگاه مینه سوتا نقل مکان کرد و در سال ۱۹۶۸ به استادی کامل ارتقا یافت. در سال ۱۹۷۲، او مینه سوتا را ترک کرد و به عنوان استاد روانشناسی و رفتار سازمانی در دانشکده بازرگانی در دانشگاه کرنل مشغول به کار شد و در سال ۱۹۷۷ عنوان استاد رفتار سازمانی و پروفسور روانشناسی نیکلاس اچ. نویز به او داده شد. وی از سال ۱۹۷۷تا ۱۹۸۵ سردبیر فصلنامهٔ علوم اداری بود.
از سال ۱۹۸۴ تا ۱۹۸۸، ویک کرسی هارکینز و کو سنتینال در مدیریت بازرگانی در دانشگاه تگزاس در آستین را در اختیار داشت. سرانجام در سال ۱۹۸۸ به دانشگاه میشیگان نقل مکان کرد و در آنجا به عنوان استاد برجسته رفتار سازمانی و روانشناسی دانشگاه رنسیس لیکرت باقی ماند.

## آورده‌های علمی کلیدی

### وضع کردن
ویک از اصطلاح وضع کردن (به انگلیسی enactment) برای نشان دادن این ایده استفاده می‌کند که پدیده‌های خاصی (مانند سازمان‌ها) با صحبت در مورد آن‌ها ایجاد می‌شوند.
مدیران بسیاری از ویژگی‌های عینی محیط خود را می‌سازند، بازتنظیم، مجزا و نابود می‌کنند. هنگامی که افراد کنش می‌ورزند آنها متغییرها را از حالت تصادفی خارج می‌کنند، اثرات نظم‌وار شدگی را اعمال می‌کنند و به‌طور ضمنی محدودیت‌های خودشان را شکل می‌دهند.

### همراهی آزادانه
آورده علمی عمده ویک در موضوع همراهی آزادانه در یک بافتار سازمانی از مقاله او در سال ۱۹۷۶ در مورد «سازمان‌های آموزشی به عنوان نظام‌های همراهی آزادانه» (منتشر شده در فصلنامه علوم اداری)، که در بررسی مجدد کاربردهای بعدی این مفهوم، با جی دی اورتون مورد بازبینی قرار گرفت. در سال ۱۹۹۰ نظام‌های با آزادی همراهانه: مفهوم سازی مجدد.
آزادی همراهانه از دیدگاه ویک، اصطلاحی است که برای به دست آوردن درجه انعطاف لازم بین انتزاع درونی یک سازمان از واقعیت، نظریه آن دربارهٔ جهان، از یک سو، و واقعیت مادی عینی که در نهایت در درون آن عمل می‌کند، از سوی دیگر، در نظر گرفته شده‌است. همراهی آزادانه آن چیزی است که این را ممکن می‌سازد که هستارهای با هستی‌شناسی ناسازگار، بدون در هم شکستن، وجود داشته باشند و بر روی یکدیگر عمل کنند (مشابه با ایده کاستوریادیس دربارهٔ «تلفیق»). اورتن و ویک به نفع استفاده از اصطلاحی که آگاهانه دیالکتیکی را که بین امر ذهنی و عینی به دست می‌آورد حفظ می‌کند، و علیه استفاده‌هایی از اصطلاح که دیالکتیک را با کشاندن آن به یک طرف عینیتگرایانه یا ذهنیت‌یانه «حل» می‌کند، استدلال می‌کنند.

### معنابخشی
مردم سعی می‌کنند سازمان‌ها را معنا کنند و خود سازمان‌ها سعی می‌کنند محیط خود را معنا کنند. در این معنابخشی، ویک به سؤالات ابهام و عدم قطعیت توجه می‌کند، که به عنوان ایهام در تحقیقات سازمانی شناخته می‌شود که نظریه پردازش اطلاعات را اتخاذ می‌کند. مشارکت‌های او در نظریه معنابخشی شامل مقالات تحقیقاتی مانند تجزیه و تحلیل دقیق او از شکست معنابخشی در مورد فاجعه مان گولچ است که در آن او مفهوم «قسمت کیهان‌شناسی» را تعریف می‌کند - چالشی برای مفروضات باعث می‌شود شرکت کنندگان توانایی خود را برای عمل زیر سؤال ببرند.

### ذهن آگاهی
ویک در مقاله سازماندهی برای قابلیت اطمینان بالا: فرآیندهای ذهن آگاهی جمعی (۱۹۹۹) اصطلاح ذهن آگاهی را وارد ادبیات سازمانی و ایمنی کرد. ویک اصطلاح «ذهن‌آگاهی» را از کار لانگر (۱۹۸۹) توسعه می‌دهد که از آن برای توصیف شناخت فردی استفاده می‌کند. نوآوری ویک انتقال این مفهوم به ادبیات سازمانی به عنوان «ذهن‌آگاهی جمعی» بود. به نظر می‌رسد پذیرش مؤثر ویژگی‌های ذهن آگاهی جمعی توسط یک سازمان، فرهنگ‌های ایمن تری را پرورش می‌دهد که نتایج سیستمی بهبود یافته را نشان می‌دهد. اصطلاح سازمان با قابلیت اطمینان بالا (HRO) یک ویژگی نوظهور است که توسط ویک (و کارلین رابرتز در یوسی‌برکلی) توصیف شده‌است. سازمان‌های بسیار ذهن‌آگاه به‌طور مشخص این موارد را نشان می‌دهند: الف) مشغولیت به شکست، ب) عدم تمایل به ساده‌سازی، ج) حساسیت به عملیات، د) تعهد به مقاوم‌بودن، و ه) احترام به تخصص.
ویک توضیح می‌دهد که ذهن آگاهی زمانی حاصل می‌شود که ما انتظارات فعلی خود را درک می‌کنیم، به‌طور مستمر آن انتظارات را بر اساس تجربیات جدید بهبود می‌بخشیم و آن انتظارات را برای بهبود وضعیت فعلی به وضعیتی بهتر اجرا می‌کنیم.

### نظریه اطلاعات سازمانی
نظریه اطلاعات سازمانی بر اساس نظریه کلی سامانه‌ها است و بر پیچیدگی مدیریت اطلاعات در یک سازمان تمرکز دارد. این نظریه به این موضوع می‌پردازد که چگونه سازمان‌ها از طریق فرایند جمع‌آوری، مدیریت و استفاده اطلاعات، ابهام یا عدم قطعیت را کاهش می‌دهند.

## سرقت ادبی
در چندین مقاله منتشر شده، ویک داستانی را شرح داد که در ابتدا در شعری از میروسلاو هولوب، «اندیشه‌های مختصر روی نقشه ها» ظاهر شد، که در آن سربازان گم شده در کوه‌های آلپ با نقشه ای قدیمی راه خود را پیدا می‌کنند، که در پایان نشان داده شده بود نقشه متعلق به کوه‌های پیرنه بوده‌است. شعر اصلی در ضمیمه ادبی تایمز، ۴ فوریه ۱۹۷۷ منتشر شد. ویک این شعر را با تفاوت‌های جزئی، گاهی بدون نقل قول یا انتساب، بازنشر می‌کرد. این سرقت ادبی در مقاله ای توسط توماس باسبول و هنریک گراهام به تفصیل بیان شده‌است.
ویک در پاسخی ادعای سرقت ادبی را رد کرده‌است. باسبول و گراهام بعداً اظهار داشتند که دفاع ویک برخی از مفروضات نظریه معنابخشی او را نقض می‌کند، همچنین خاطرنشان کردند: «انجمن تاریخ آمریکا وجود این دفاع عمومی را در موارد خاص سرقت ادبی تصدیق می‌کند و به صراحت اشاره می‌کند که «قابل قبول است». فقط در چارچوب تحمل گسترده‌تر کار بی کیفیت.»

## انتشارات
کتاب‌ها
- ۱۹۶۹، روانشناسی اجتماعی سازماندهی (نسخه اول) ، انتشارات آدیسون-وسلی.
- ۱۹۷۹، روانشناسی اجتماعی سازمان دهی (ویرایش دوم)، مک گراو هیل.
- ۱۹۹۵، معنابخشی در سازمان‌ها، انتشارات سیج.
- ۲۰۰۱، ایجاد معنای سازمان (جلد ۱)، بلک ول.
- ۲۰۰۱، مدیریت غیرمنتظره: تضمین عملکرد بالا در عصر پیچیدگی. با نویسنده همکار کاتلین ام. ساتکلیف، جوسی باس.
- ۲۰۰۷، مدیریت غیرمنتظره: عملکرد انعطاف‌پذیر در عصر عدم قطعیت. با نویسنده همکار کاتلین ام. ساتکلیف، جوسی باس.
- ۲۰۰۹،معنابخشی به سازمان (جلد ۲) سازمان ناپایدار، بلک ول.

مقالات
- ۱۹۷۶، «سازمان‌های آموزشی به عنوان نظام‌های با همراهی آزادانه». فصلنامه علوم اداری ۲۱:۱–۱۹.
- ۱۹۸۴، با ریچارد ال دفت، «به سوی مدلی از سازمان‌ها به عنوان نظام‌های تفسیر». آکادمی مدیریت. بررسی آکادمی مدیریت (قبل از ۱۹۸۶)؛ ۹; صفحه ۲۸۴; آوریل ۱۹۸۴.
- ۱۹۸۸، «معنابخشی وضع شده در شرایط بحران»، در: مجله مطالعات مدیریت. ۲۵:۴، صص. ۳۰۵–۳۱۷، ژوئیه، ۱۹۸۸.
- ۲۰۰۵، با Kathleen M. Sutcliffe و، David Obstfeld، «سازماندهی و فرآیند معنابخشی»، در: علم سازمان. جلد ۱۶، شماره ۴، ص. ۴۰۹–۴۲۱، ژوئیه/آگوست، ۲۰۰۵.